# Sergio Canamasas
Sergio Canamasas Español (ur. 30 kwietnia 1986 w Madrycie) – hiszpański kierowca wyścigowy.

## Życiorys

### Formuła 3
Sergio karierę wyścigową rozpoczął od startów w Hiszpańskiej Formule 3 w 2007 roku, biorąc udział w ośmiu rundach drugiej połowy sezonu. Dwukrotnie sięgnął po punkty w Pucharze Copa, zajmując podczas pierwszego wyścigu na torze Circuit de Catalunya trzecią pozycję. Dzięki temu sklasyfikowany został na 8. miejscu w klasyfikacji tego pucharu.
W kolejnym roku startów walczył już w rywalizacji kierowców głównego cyklu, jednak nie zdobył żadnych punktów. W drugim sezonie (seria przekształcona w European F3 Open) z kolei dziewięciokrotnie znalazł się na punktowanych lokatach, w tym trzykrotnie w pierwszej trójce. W klasyfikacji generalnej uplasował się na 6. lokacie.

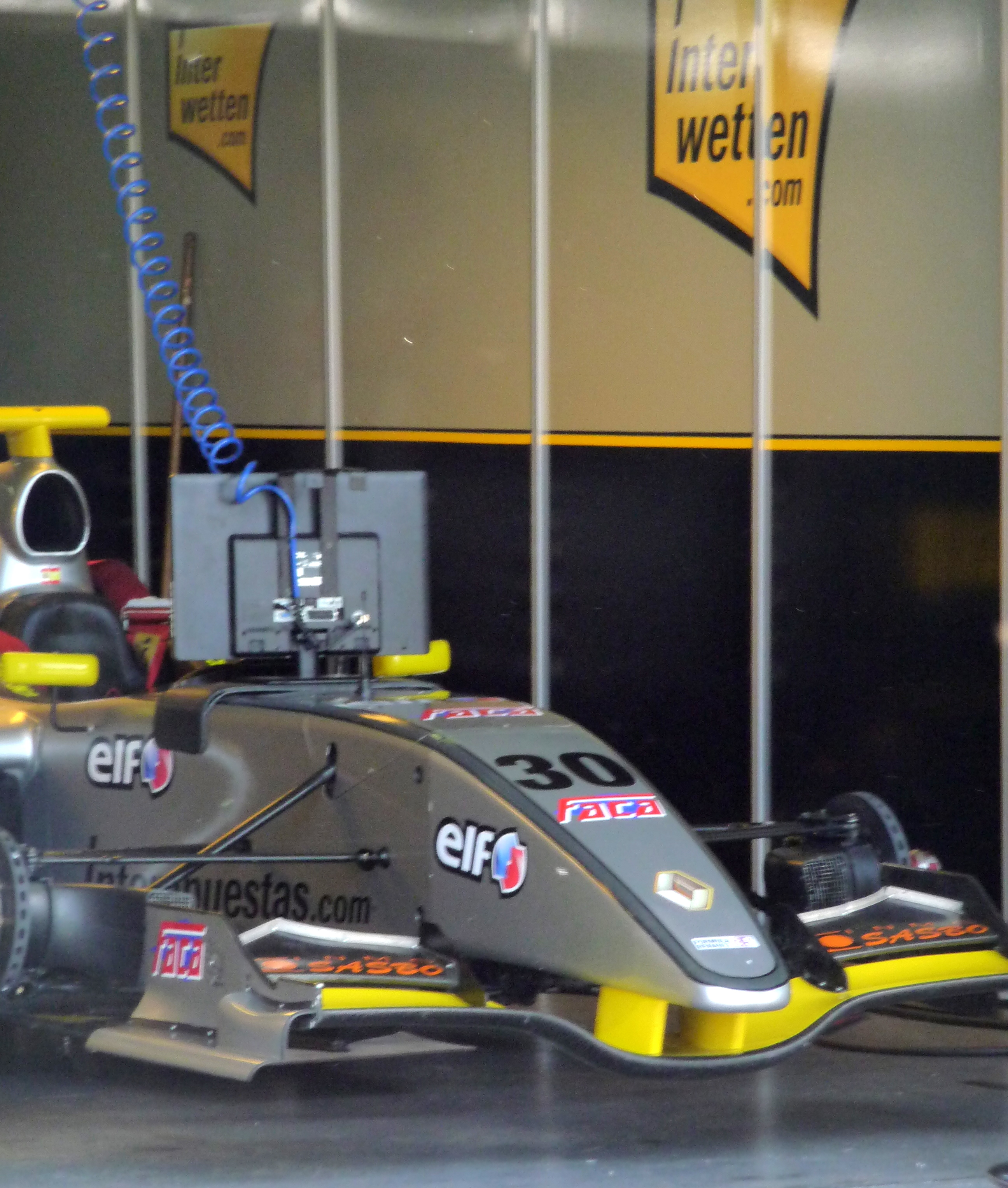
Samochód Sergio Canamasasa na torze Masaryk Circuit, podczas zmagań FR3.5 w 2010

### Formuła Renault 3.5
W sezonie 2010 Canamasas podpisał kontrakt z austriackim zespołem FHV interwetten,com, na starty w Formule Renault 3.5. Sergio wystartował we wszystkich wyścigach, jednak w żadnym z wyścigów nie zdobył punktów. W konsekwencji był najniżej sklasyfikowanym kierowcą, który wystartował we wszystkich rundach. Najlepszą pozycję uzyskał podczas drugiego wyścigu we Francji, gdzie zajął czternaste miejsce.
W drugim roku startów Hiszpan reprezentował włoską ekipę BVM–Target. Canamasas dziesięciokrotnie znalazł się na premiowanych punktami pozycjach. Najlepiej spisał się podczas zmagań na węgierskim Hungaroringu. W pierwszym wyścigu stanął na najniższym stopniu podium, natomiast do drugiego startował z pole position (ostatecznie ukończył go na czwartej lokacie). W klasyfikacji końcowej znalazł się na 8. miejscu.

### Seria GP2
W 2012 roku Hiszpan zdobył posadę etatowego kierowcy wyścigowego w przedsionku Formuły 1 – Serii GP2. W pierwszym sezonie startów został sklasyfikowany na 27 miejscu. Na sezon 2013 przeniósł się do malezyjskiej ekipy Caterham Racing. W ciągu 22 wyścigów, w których wystartował, ani raz nie stawał na podium. Z dorobkiem trzech punktów uplasował się na 25 pozycji w klasyfikacji generalnej.
W 2014 roku podczas hiszpańskiej rundy Hiszpan zastąpił Axcila Jefferiesa w bolidzie włoskiej ekipy Trident. Wystartował łącznie w dziewiętnastu wyścigach, spośród których w czterech zdobywał punkty. W sprincie w Monako stanął na drugim stopniu podium. Uzbierał łącznie 29 punktów, które zapewniły mu 14. w końcowej klasyfikacji kierowców.
W sezonie 2015 nawiązał współpracę z holenderską ekipą MP Motorsport. Hiszpan zaliczył w tym zespole trzy rundy, odnotowując bardzo dobre wyniki na rodzimym torze Circuit de Catalunya, gdzie dojechał odpowiednio na trzeciej i czwartej lokacie. Pomimo dobrych rezultatów, Canamasas nie wystartował na austriackim Red Bull Ringu. Doszło do tego przez problemy z porozumieniem stron. Podczas eliminacji, na brytyjskim torze Silverstone, reprezentował ekipę Lazarus, gdzie zastąpił Szwajcara Zoela Amberga. Jego miejsce zajął z kolei Anglik Oliver Rowland. Niekonkurencyjna ekipa uniemożliwiła jednak walkę o jakiekolwiek punkty. W pierwszym wyścigu był piętnasty, natomiast w drugim dwudziesty czwarty. W kolejnej eliminacji, na węgierskim Hungaroringuu, ścigał się w barwach niemieckiej ekipy Hilmer Motorsport. Tam z kolei zastąpił Brytyjczyka Jona Lancastera. I tu nie zdobył punktów. Pierwszego startu nie ukończył, natomiast w drugim dojechał na szesnastej pozycji. Powrócił do współpracy z Lazarus, z którym pozostał do końca sezonu (ponownie zajął miejsce Amberga). Jedyne punkty za szóste miejsce odnotował w sprincie na włoskim torze Autodromo Nazonale di Monza. W klasyfikacji końcowej był piętnasty.

## Wyniki

### Formuła Renault 3.5
| Legenda oznaczeń w tabelach wyników Wyświetl szablon na nowej stronie | Legenda oznaczeń w tabelach wyników Wyświetl szablon na nowej stronie                                                                     |
| Oznaczenie                                                            | Wyjaśnienie |
| --------------------------------------------------------------------- | --- |
| Złoty                                                                 | Zwycięzca lub mistrzostwo |
| Srebrny                                                               | 2. miejsce lub wicemistrzostwo |
| Brązowy                                                               | 3. miejsce lub II wicemistrzostwo |
| Zielony                                                               | Ukończył, punktował (w klasyfikacji generalnej, gdy zdobył co najmniej jeden punkt na przestrzeni sezonu, poza trzema powyższymi opcjami) |
| Niebieski                                                             | Ukończył, nie punktował (w klasyfikacji generalnej, gdy nie zdobył co najmniej jednego punktu na przestrzeni sezonu)                      |
| Czerwony                                                              | Nie zakwalifikował się (NZ) |
| Czerwony                                                              | Nie prekwalifikował się (NPK) |
| Różowy                                                                | Nie ukończył (NU) |
| Różowy                                                                | Niesklasyfikowany (NS) (w klasyfikacji generalnej, gdy nie został sklasyfikowany w żadnym wyścigu sezonu)                                 |
| Czarny                                                                | Zdyskwalifikowany (DK) |
| Czarny                                                                | Wykluczony (WYK/EX) |
| Biały                                                                 | Nie wystartował (NW) |
| Biały                                                                 | Kontuzjowany (K/INJ) |
| Biały                                                                 | Wyścig odwołany (OD/C) |
| Bez koloru                                                            | Został wycofany (WYC/WD) |
| Bez koloru                                                            | Nie przybył (NP/DNA) |
| Bez koloru                                                            | Nie brał udziału w treningach (NT/DNP) |
| Bez koloru                                                            | Nie został zgłoszony (–) |
| Pogrubienie                                                           | Start z pole position |
| Kursywa                                                               | Najszybsze okrążenie wyścigu |
| †                                                                     | Nie ukończył, ale jego rezultat został zaliczony ze względu na przejechanie więcej niż 90% dystansu wyścigu.                              |
| *                                                                     | Sezon w trakcie |
| 1/2/3                                                                 | Punktowana pozycja w sprincie |
| Lista systemów punktacji Formuły 1                                    | |

| Rok  | Zespół              | Wyniki w poszczególnych eliminacjach | Wyniki w poszczególnych eliminacjach | Wyniki w poszczególnych eliminacjach | Wyniki w poszczególnych eliminacjach | Wyniki w poszczególnych eliminacjach | Wyniki w poszczególnych eliminacjach | Wyniki w poszczególnych eliminacjach | Wyniki w poszczególnych eliminacjach | Wyniki w poszczególnych eliminacjach | Wyniki w poszczególnych eliminacjach | Wyniki w poszczególnych eliminacjach | Wyniki w poszczególnych eliminacjach | Wyniki w poszczególnych eliminacjach | Wyniki w poszczególnych eliminacjach | Wyniki w poszczególnych eliminacjach | Wyniki w poszczególnych eliminacjach | Wyniki w poszczególnych eliminacjach | Punkty | Pozycja |
| ---- | ------------------- | ------------------------------------ | ------------------------------------ | ------------------------------------ | ------------------------------------ | ------------------------------------ | ------------------------------------ | ------------------------------------ | ------------------------------------ | ------------------------------------ | ------------------------------------ | ------------------------------------ | ------------------------------------ | ------------------------------------ | ------------------------------------ | ------------------------------------ | ------------------------------------ | ------------------------------------ | ------ | ------- |
| 2010 | FHV Interwetten.com | ARA                                  | ARA                                  | BEL                                  | BEL                                  | MON                                  | CZE                                  | CZE                                  | FRA                                  | FRA                                  | HUN                                  | HUN                                  | DEU                                  | DEU                                  | GBR                                  | GBR                                  | CAT                                  | CAT                                  | 0      | 25      |
| 2010 | FHV Interwetten.com | NU                                   | 16                                   | NW                                   | NU                                   | 19                                   | 17                                   | 17                                   | 17                                   | 14                                   | NU                                   | 20                                   | 15                                   | NU                                   | NU                                   | NU                                   | 17                                   | 17                                   | 0      | 25      |
| 2011 | BVM-Target          | ARA                                  | ARA                                  | BEL                                  | BEL                                  | ITA                                  | ITA                                  | MON                                  | DEU                                  | DEU                                  | HUN                                  | HUN                                  | GBR                                  | GBR                                  | FRA                                  | FRA                                  | CAT                                  | CAT                                  | 69     | 8       |
| 2011 | BVM-Target          | 22                                   | 10                                   | 9                                    | NU                                   | NU                                   | 8                                    | 21†                                  | 9                                    | 11                                   | 3                                    | 4                                    | 10                                   | 19                                   | 5                                    | 17                                   | 5                                    | 4                                    | 69     | 8       |

### GP2
| Legenda oznaczeń w tabelach wyników Wyświetl szablon na nowej stronie | Legenda oznaczeń w tabelach wyników Wyświetl szablon na nowej stronie                                                                     |
| Oznaczenie                                                            | Wyjaśnienie |
| --------------------------------------------------------------------- | --- |
| Złoty                                                                 | Zwycięzca lub mistrzostwo |
| Srebrny                                                               | 2. miejsce lub wicemistrzostwo |
| Brązowy                                                               | 3. miejsce lub II wicemistrzostwo |
| Zielony                                                               | Ukończył, punktował (w klasyfikacji generalnej, gdy zdobył co najmniej jeden punkt na przestrzeni sezonu, poza trzema powyższymi opcjami) |
| Niebieski                                                             | Ukończył, nie punktował (w klasyfikacji generalnej, gdy nie zdobył co najmniej jednego punktu na przestrzeni sezonu)                      |
| Czerwony                                                              | Nie zakwalifikował się (NZ) |
| Czerwony                                                              | Nie prekwalifikował się (NPK) |
| Różowy                                                                | Nie ukończył (NU) |
| Różowy                                                                | Niesklasyfikowany (NS) (w klasyfikacji generalnej, gdy nie został sklasyfikowany w żadnym wyścigu sezonu)                                 |
| Czarny                                                                | Zdyskwalifikowany (DK) |
| Czarny                                                                | Wykluczony (WYK/EX) |
| Biały                                                                 | Nie wystartował (NW) |
| Biały                                                                 | Kontuzjowany (K/INJ) |
| Biały                                                                 | Wyścig odwołany (OD/C) |
| Bez koloru                                                            | Został wycofany (WYC/WD) |
| Bez koloru                                                            | Nie przybył (NP/DNA) |
| Bez koloru                                                            | Nie brał udziału w treningach (NT/DNP) |
| Bez koloru                                                            | Nie został zgłoszony (–) |
| Pogrubienie                                                           | Start z pole position |
| Kursywa                                                               | Najszybsze okrążenie wyścigu |
| †                                                                     | Nie ukończył, ale jego rezultat został zaliczony ze względu na przejechanie więcej niż 90% dystansu wyścigu.                              |
| *                                                                     | Sezon w trakcie |
| 1/2/3                                                                 | Punktowana pozycja w sprincie |
| Lista systemów punktacji Formuły 1                                    | |

| Rok  | Zespół               | Wyniki w poszczególnych eliminacjach | Wyniki w poszczególnych eliminacjach | Wyniki w poszczególnych eliminacjach | Wyniki w poszczególnych eliminacjach | Wyniki w poszczególnych eliminacjach | Wyniki w poszczególnych eliminacjach | Wyniki w poszczególnych eliminacjach | Wyniki w poszczególnych eliminacjach | Wyniki w poszczególnych eliminacjach | Wyniki w poszczególnych eliminacjach | Wyniki w poszczególnych eliminacjach | Wyniki w poszczególnych eliminacjach | Wyniki w poszczególnych eliminacjach | Wyniki w poszczególnych eliminacjach | Wyniki w poszczególnych eliminacjach | Wyniki w poszczególnych eliminacjach | Wyniki w poszczególnych eliminacjach | Wyniki w poszczególnych eliminacjach | Wyniki w poszczególnych eliminacjach | Wyniki w poszczególnych eliminacjach | Wyniki w poszczególnych eliminacjach | Wyniki w poszczególnych eliminacjach | Wyniki w poszczególnych eliminacjach | Wyniki w poszczególnych eliminacjach | Punkty | Pozycja |
| ---- | -------------------- | ------------------------------------ | ------------------------------------ | ------------------------------------ | ------------------------------------ | ------------------------------------ | ------------------------------------ | ------------------------------------ | ------------------------------------ | ------------------------------------ | ------------------------------------ | ------------------------------------ | ------------------------------------ | ------------------------------------ | ------------------------------------ | ------------------------------------ | ------------------------------------ | ------------------------------------ | ------------------------------------ | ------------------------------------ | ------------------------------------ | ------------------------------------ | ------------------------------------ | ------------------------------------ | ------------------------------------ | ------ | ------- |
| 2012 | Venezuela GP Lazarus | MAL                                  | MAL                                  | BHR                                  | BHR                                  | BHR                                  | BHR                                  | ESP                                  | ESP                                  | MON                                  | MON                                  | VAL                                  | VAL                                  | GBR                                  | GBR                                  | DEU                                  | DEU                                  | HUN                                  | HUN                                  | BEL                                  | BEL                                  | ITA                                  | ITA                                  | SIN                                  | SIN                                  | 0      | 27      |
| 2012 | Venezuela GP Lazarus | –                                    | –                                    | –                                    | –                                    | –                                    | –                                    | –                                    | –                                    | –                                    | –                                    | –                                    | –                                    | –                                    | –                                    | 22                                   | 14                                   | 22                                   | 12                                   | NU                                   | NU                                   | 14                                   | 11                                   | 16                                   | NU                                   | 0      | 27      |
| 2013 | Caterham Racing      | MAL                                  | MAL                                  | BHR                                  | BHR                                  | ESP                                  | ESP                                  | MON                                  | MON                                  | GBR                                  | GBR                                  | DEU                                  | DEU                                  | HUN                                  | HUN                                  | BEL                                  | BEL                                  | ITA                                  | ITA                                  | SIN                                  | SIN                                  | ARE                                  | ARE                                  |                                      |                                      | 3      | 25      |
| 2013 | Caterham Racing      | 19                                   | 15                                   | 20                                   | 11                                   | NU                                   | 14                                   | 15                                   | 11                                   | 23                                   | 20                                   | 12                                   | 17                                   | NU                                   | NU                                   | NU                                   | 12                                   | 9                                    | 11                                   | 19                                   | NU                                   | 12                                   | 8                                    |                                      |                                      | 3      | 25      |
| 2014 | Trident              | BHR                                  | BHR                                  | ESP                                  | ESP                                  | MON                                  | MON                                  | AUT                                  | AUT                                  | GBR                                  | GBR                                  | DEU                                  | DEU                                  | HUN                                  | HUN                                  | BEL                                  | BEL                                  | ITA                                  | ITA                                  | RUS                                  | RUS                                  | ARE                                  | ARE                                  |                                      |                                      | 29     | 14      |
| 2014 | Trident              | –                                    | –                                    | 17                                   | 18                                   | 5                                    | 2                                    | 15                                   | 9                                    | 15                                   | NU                                   | 15                                   | 13                                   | NU                                   | NW                                   | 20                                   | NU                                   | 18                                   | DK                                   | 7                                    | NU                                   | 16                                   | 8                                    |                                      |                                      | 29     | 14      |
| 2015 |                      | BHR                                  | BHR                                  | ESP                                  | ESP                                  | MON                                  | MON                                  | AUT                                  | AUT                                  | GBR                                  | GBR                                  | HUN                                  | HUN                                  | BEL                                  | BEL                                  | ITA                                  | ITA                                  | RUS                                  | RUS                                  | BHR                                  | BHR                                  | ARE                                  |                                      |                                      |                                      | 27     | 15      |
| 2015 | MP Motorsport        | 14                                   | NU                                   | 13                                   | 15                                   | 3                                    | 4                                    | –                                    | –                                    | –                                    | –                                    | –                                    | –                                    | –                                    | –                                    | –                                    | –                                    | –                                    | –                                    | –                                    | –                                    | –                                    |                                      |                                      |                                      | 27     | 15      |
| 2015 | Daiko Team Lazarus   | –                                    | –                                    | –                                    | –                                    | –                                    | –                                    | –                                    | –                                    | 15                                   | 24                                   | –                                    | –                                    | 12                                   | 9                                    | 11                                   | 6                                    | NU                                   | 17                                   | 12                                   | 17                                   | 12                                   |                                      |                                      |                                      | 27     | 15      |
| 2015 | Hilmer Motorsport    | –                                    | –                                    | –                                    | –                                    | –                                    | –                                    | –                                    | –                                    | –                                    | –                                    | NU                                   | 16                                   | –                                    | –                                    | –                                    | –                                    | –                                    | –                                    | –                                    | –                                    | –                                    |                                      |                                      |                                      | 27     | 15      |
| 2016 | Carlin               | ESP                                  | ESP                                  | MON                                  | MON                                  | AZE                                  | AZE                                  | AUT                                  | AUT                                  | GBR                                  | GBR                                  | HUN                                  | HUN                                  | GER                                  | GER                                  | BEL                                  | BEL                                  | ITA                                  | ITA                                  | MAL                                  | MAL                                  | ARE                                  | ARE                                  |                                      |                                      | 17     | 19      |
| 2016 | Carlin               | 5                                    | 9                                    | 12                                   | 10                                   | NU                                   | 6                                    | NU                                   | 10                                   | 13                                   | 9                                    | 18                                   | 9                                    | –                                    | –                                    | 12                                   | 9                                    | NU                                   | 13                                   | 10                                   | 15                                   | 12                                   | 16                                   |                                      |                                      | 17     | 19      |

### Formuła 2
| Rok  | Zespół  | Wyniki w poszczególnych emliminacjach | Wyniki w poszczególnych emliminacjach | Wyniki w poszczególnych emliminacjach | Wyniki w poszczególnych emliminacjach | Wyniki w poszczególnych emliminacjach | Wyniki w poszczególnych emliminacjach | Wyniki w poszczególnych emliminacjach | Wyniki w poszczególnych emliminacjach | Wyniki w poszczególnych emliminacjach | Wyniki w poszczególnych emliminacjach | Wyniki w poszczególnych emliminacjach | Wyniki w poszczególnych emliminacjach | Wyniki w poszczególnych emliminacjach | Wyniki w poszczególnych emliminacjach | Wyniki w poszczególnych emliminacjach | Wyniki w poszczególnych emliminacjach | Wyniki w poszczególnych emliminacjach | Wyniki w poszczególnych emliminacjach | Wyniki w poszczególnych emliminacjach | Wyniki w poszczególnych emliminacjach | Wyniki w poszczególnych emliminacjach | Wyniki w poszczególnych emliminacjach | Punkty | Pozycja |
| ---- | ------- | ------------------------------------- | ------------------------------------- | ------------------------------------- | ------------------------------------- | ------------------------------------- | ------------------------------------- | ------------------------------------- | ------------------------------------- | ------------------------------------- | ------------------------------------- | ------------------------------------- | ------------------------------------- | ------------------------------------- | ------------------------------------- | ------------------------------------- | ------------------------------------- | ------------------------------------- | ------------------------------------- | ------------------------------------- | ------------------------------------- | ------------------------------------- | ------------------------------------- | ------ | ------- |
| 2017 | Trident | BHR                                   | BHR                                   | ESP                                   | ESP                                   | MON                                   | MON                                   | AZE                                   | AZE                                   | AUT                                   | AUT                                   | UK                                    | UK                                    | HUN                                   | HUN                                   | BEL                                   | BEL                                   | ITA                                   | ITA                                   | ESP                                   | ESP                                   | ARE                                   | ARE                                   | 21     | 14      |
| 2017 | Trident | 14                                    | 11                                    | NU                                    | 10                                    | 10                                    | 17                                    | 9                                     | 15                                    | –                                     | –                                     | –                                     | –                                     | –                                     | –                                     | –                                     | –                                     | –                                     | –                                     | –                                     | –                                     | –                                     | –                                     | 21     | 14      |
|      | Rapax   | –                                     | –                                     | –                                     | –                                     | –                                     | –                                     | –                                     | –                                     | 15                                    | 9                                     | 5                                     | 4                                     | NU                                    | NU                                    | –                                     | –                                     | –                                     | –                                     | –                                     | –                                     | –                                     | –                                     |        |         |

### Podsumowanie
| Sezon | Seria                | Zespół               | Wyścigi | Zwycięstwa | PP | NO | Podium | Punkty | Pozycja |
| ----- | -------------------- | -------------------- | ------- | ---------- | -- | -- | ------ | ------ | ------- |
| 2007  | Hiszpańska Formuła 3 | Cetea Sport          | 8       | 0          | 0  | ?  | 1      | 9      | 8       |
| 2008  | Hiszpańska Formuła 3 | Cetea Sport          | 14      | 0          | 0  | 0  | 0      | 0      | 29      |
| 2009  | European F3 Open     | emiliodevillota.com  | 16      | 0          | 0  | 1  | 3      | 54     | 6       |
| 2010  | Formuła Renault 3.5  | FHV Interwetten.com  | 16      | 0          | 0  | 0  | 0      | 0      | 25      |
| 2011  | Formuła Renault 3.5  | BVM–Target           | 17      | 0          | 1  | 2  | 1      | 69     | 8       |
| 2012  | Seria GP2            | Venezuela GP Lazarus | 10      | 0          | 0  | 0  | 0      | 0      | 27      |
| 2013  | Seria GP2            | Caterham Racing      | 22      | 0          | 0  | 0  | 0      | 3      | 25      |
| 2014  | Seria GP2            | Trident              | 19      | 0          | 0  | 0  | 1      | 29     | 14      |
| 2015  | Seria GP2            | MP Motorsport        | 18      | 0          | 0  | 0  | 1      | 27     | 15      |
| 2015  | Seria GP2            | Daiko Team Lazarus   | 18      | 0          | 0  | 0  | 1      | 27     | 15      |
| 2015  | Seria GP2            | Hilmer Motorsport    | 18      | 0          | 0  | 0  | 1      | 27     | 15      |
| 2016  | Seria GP2            | Carlin               | 20      | 0          | 0  | 1  | 0      | 17     | 19      |